# 앙드레 더 자이언트 메모리얼 배틀 로열

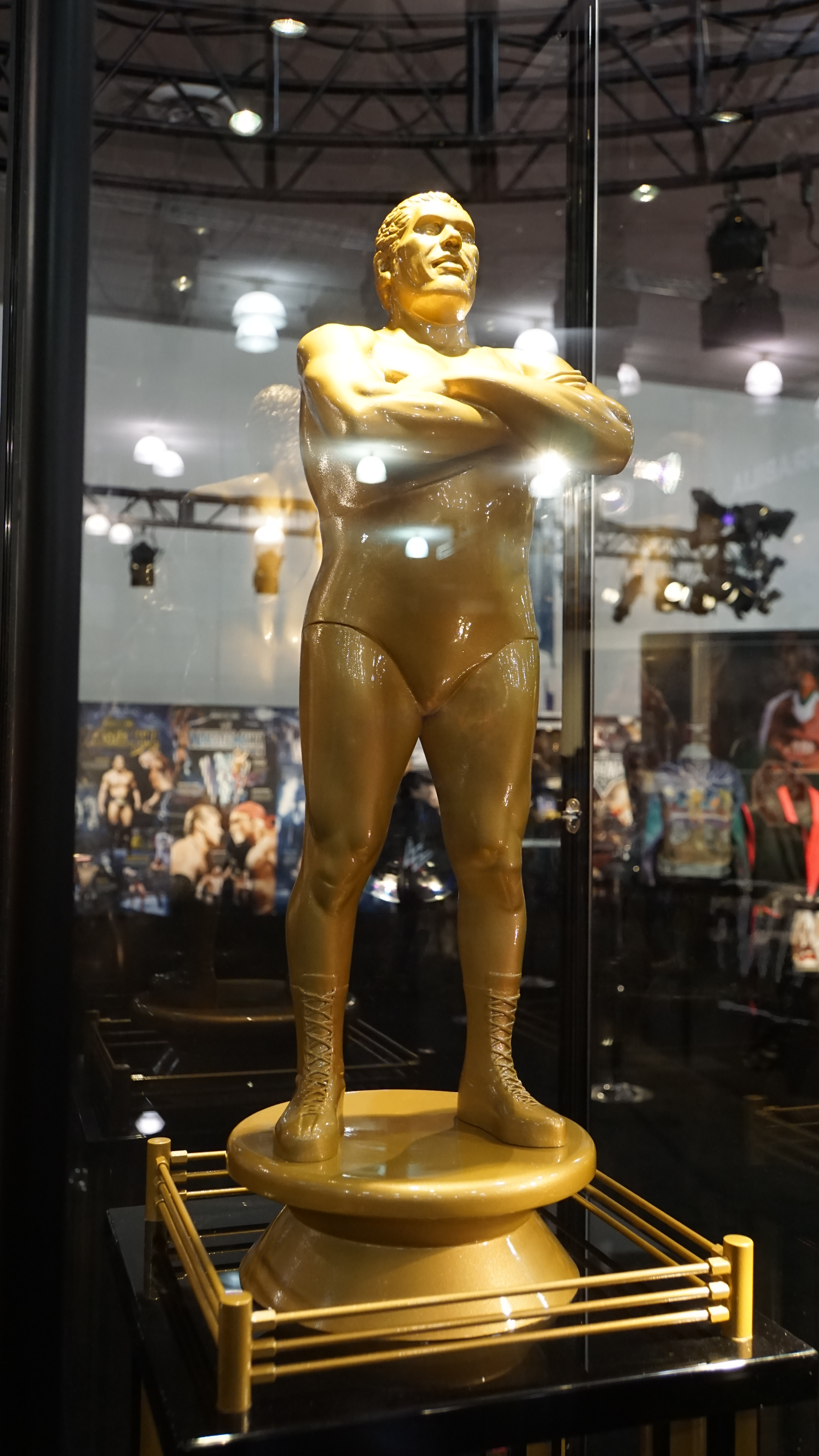

앙드레 더 자이언트 메모리얼 배틀 로얄(Andre The Giant Memorial Battle Royal)은 WWE가 2014년부터 레슬매니아에서 시행하는 배틀 로얄 경기로 규칙은 로얄럼블과 같지만 선수들이 한꺼번에 링에 등장하고 타이틀 도전권 대신 자이언트의 모습을 본 딴 트로피를 수여한다.

## 역대 우승자
| 날짜            | 개최한 곳        | 경기장                   | 이벤트         | 우승자            |
| --------------- | ---------------- | ------------------------ | -------------- | ----------------- |
| 2014년 4월 6일  | 뉴올리언스       | 메르세데스-벤츠 슈퍼돔   | 레슬마니아 XXX | 세자로            |
| 2015년 3월 29일 | 샌타클래라       | 리바이스 스타디움        | 레슬마니아 31  | 빅 쇼             |
| 2016년 4월 3일  | 알링턴           | AT&T 스타디움            | 레슬마니아 32  | 배런 코빈         |
| 2017년 4월 2일  | 올랜도           | 캠핑 월드 스타디움       | 레슬마니아 33  | 모조 롤리         |
| 2018년 4월 8일  | 뉴올리언스       | 메르세데스-벤츠 슈퍼돔   | 레슬마니아 34  | 맷 하디           |
| 2019년 4월 7일  | 이스트러더퍼드   | 메트라이프 스타디움      | 레슬마니아 35  | 브라운 스트로우먼 |
| 2021년 4월 2일  | 세인트피터즈버그 | 트로피카나 필드          | 스맥다운       | 제이 우소         |
| 2022년 4월 1일  | 댈러스           | 아메리칸 에어라인스 센터 | 스맥다운       | 매드캡 모스       |
| 2023년 3월 31일 | 로스앤젤레스     | 크립토닷컴 아레나        | 스맥다운       | 보비 래슐리       |
| 2024년 4월 5일  | 필라델피아       | 웰스 파고 센터           | 스맥다운       | 브론손 리드       |